# Großsteingräber bei Oerel
Die Großsteingräber bei Oerel waren drei megalithische Grabanlagen der jungsteinzeitlichen Trichterbecherkultur bei Oerel im Landkreis Rotenburg (Wümme) (Niedersachsen). Sie wurden im 19. Jahrhundert zerstört.

## Lage
Die drei Gräber lagen westlich des Bahnhofs von Oerel, etwa 200 m östlich der Gemeindegrenze zu Hipstedt in der Raffheide und bildeten eine Gruppe. Das Grab mit der Fundplatz-Nummer 26 war das östlichste. Das Grab mit der Fundplatz-Nummer 27 lag etwa 90 m südwestlich von diesem und das Grab mit der Fundplatz-Nummer 28 etwa 30 m westnordwestlich von Grab 27. In der näheren Umgebung gibt es zahlreiche Grabhügel.

## Forschungsgeschichte
Die Gräber wurden irgendwann zwischen den 1840er und 1880er Jahren zerstört. Ihre Existenz wurde zunächst nicht in wissenschaftlicher Literatur erfasst. Erst in den 2020er Jahren wurden ihre Überreste im digitalen Denkmalatlas Niedersachsen dokumentiert.

## Beschreibung

### Grab Fpl. 26
Von der Anlage ist noch der Rest einer Hügelschüttung mit einer Länge von 17,8 m, einer Breite von 14,5 m und einer erhaltenen Höhe von etwa 1 m vorhanden. Darin sind die Spuren einer rechteckigen, nordost-südwestlich orientierten Grabkammer mit einer inneren Länge von 8,2 m und einer inneren Breite von 3,4 m erkennbar. Die Kammer war etwa 1 m in den Boden eingetieft. Sämtliche Wand- und Decksteine fehlen. Die Hügelschüttung weist Einschnitte auf, die vom Abtransport der Steine herrühren. Auf dem Kammerboden sind kleinere Granitstücke und Granitgrus erkennbar.

### Grab Fpl. 27
Von der Anlage ist noch der Rest einer Hügelschüttung mit einer Länge von 17,4 m, einer Breite von 16 m und einer erhaltenen Höhe von etwa 1 m vorhanden. Darin sind die Spuren einer rechteckigen, nordost-südwestlich orientierten Grabkammer mit einer inneren Länge von 7,8 m und einer inneren Breite von 2,8 m erkennbar. Die Kammer war etwa 1,2 m in den Boden eingetieft. Sämtliche Wand- und Decksteine fehlen. Die Hügelschüttung weist Einschnitte auf, die vom Abtransport der Steine herrühren. Auf dem Kammerboden sind einige zerschlagene Granitstücke und Granitgrus erkennbar.

### Grab Fpl. 28
Von der Anlage sind noch sehr flache Reste einer Hügelschüttung mit einer Länge von 24 m und einer Breite von 12,5 m vorhanden. Darin sind die Spuren einer rechteckigen, ostnordost-westsüdwestlich orientierten Grabkammer mit einer inneren Länge von 14 m und einer inneren Breite von 4,1 m erkennbar. Sämtliche Wand- und Decksteine fehlen. Die Kammer wurde beim Abtransport der Steine mit der Erde der Hügelschüttung verfüllt. In der Kammer sind kleinere Gesteinsstücke erkennbar.